# Geraldine Scholastica Gibbons
Pour les articles homonymes, voir Gibbons (homonymie).
Mère Geraldine Scholastica Gibbons (vers 1817- 15 octobre 1901) est une religieuse irlando-australienne, fondatrice et première supérieure des Sisters of the Good Samaritan. 

## Biographie
Geraldine Scholastica Gibbons est née Geraldine Henrietta Gibbons vers 1817 à Kinsale dans le comté de Cork. Ses parents sont Gerald, un propriétaire foncier, et Mary Gibbons (née Sughrue). Elle est scolarisée à Cork. La famille Gibbons émigre en Australie en 1834. 
Gibbons et sa sœur aînée rejoignent une congrégation de cinq sœurs irlandaises des Sisters of Charity à Parramatta en Nouvelle-Galles du Sud. L'archevêque Bede Polding de Sydney tient à développer la congrégation dans son archidiocèse, renonçant aux dots que le père de Gibbons n'est pas en mesure de payer en leur nom. Cette décision provoque par la suite un conflit entre les recrues australiennes et les sœurs d'origine irlandaise. 
Gibbons professe sous le nom Mary Scholastica le 17 juillet 1847 et travaille à la mission de la congrégation au pénitencier pour femmes de Parramatta. Le couvent ferme en 1848, les sœurs rejoignent le couvent de Sydney, où Gibbons fonde une maison pour femmes pénitentes. Polding nomme Gibbons pour succéder à sa sœur en tant que supérieure en 1853, ce qui surprend, car elle n'a fait profession que cinq ans plus tôt. Il était prévu qu'une sœur irlandaise d'origine, Baptist De Lacy, se voit confier ce poste. Cela déclenche des tensions dans la congrégation et De Lacy démissionne de son poste de rectrice de l'hôpital St Vincent de Sydney en 1859, soulignant des pressions de la hiérarchie archiépiscopale pour que la règle du couvent passe du vincentien à un bénédictin modifié. La démission conduit à un débat public dans les journaux locaux, auquel Gibbons s'engage à contrecœur, niant toute pression. De Lacy demande la permission de retourner en Irlande et rejoint la communauté de Dublin,. 
Les problèmes avec la congrégation conduisent Polding à fonder une congrégation australienne, le 2 février 1857. Il demande que Gibbons devienne supérieure d'un nouvel ordre qui fusionnerait sa congrégation et un nouveau groupe de femmes qui avaient formé la Community of the Good Shepherd. Elles se rebaptisent Community of the Good Samaritan vers 1866 pour éviter toute confusion avec une communauté européenne. Gibbons reste supérieure de la nouvelle congrégation jusqu'au 6 septembre 1876, date à laquelle elle retourne auprès des Sisters of Charity, travaillant avec les pauvres du couvent de Hobart. Elle y travaille jusqu'en 1885, mais retourne chez les Good Samaritans au couvent de Rosebank de Sydney. 
Gibbons meurt le 15 octobre 1901 à 85 ans. Elle est enterrée au cimetière de Rookwood, Sydney, et a été plus tard réintégrée au Rosebank College, Sydney en 1945,. 